# Kerem Yilmaz
Kerem Yilmaz (Rotterdam, 4 juni 1984) is een voormalig Turks-Nederlands profvoetballer die drie seizoenen bij Sparta Rotterdam (2004-2007) speelde.
Yilmaz kwam in totaal tot vier officiële competitieduels voor de club uit Rotterdam-West. Hij maakte zijn debuut in het Nederlandse profvoetbal op 4 september 2004, toen hij na 38 minuten inviel voor Marciano Bruma in de wedstrijd Sparta-FC Emmen (0-0). In de 58ste minuut van dat duel kreeg hij de rode kaart. In 2007 vertrok hij naar de amateurs van Capelle.

## Clubstatistieken
| Seizoen | Club             | Duels | Goals | Competitie     |
| ------- | ---------------- | ----- | ----- | -------------- |
| 2004/05 | Sparta Rotterdam | 1     | 0     | Eerste divisie |
| 2005/06 | Sparta Rotterdam | 3     | 0     | Eredivisie     |
| Totaal  | Totaal           | 4     | 0     |                |